# Georgi Fortunov
Georgi Fortunov (em búlgaro:  Георги Фортунов, nascido em 9 de setembro de 1957) é um ex-ciclista olímpico búlgaro. Representou sua nação nos Jogos Olímpicos de Verão de 1976.